# 蒋劲夫
蔣勁夫（1991年9月2日—），中國前演員，出生於湖南省长沙市。2009年以表演專業課全國第一名被上海戏剧学院表演系錄取。2012年與唐人影视簽約，成為被公司力捧的演員。2018年前往日本留學，宣布暂退娛樂圈。

## 演藝生涯
2009年8月，擔任中國大陸青春文學雜誌《螢火》的書模。同年9月，以長沙市雅禮中學的校草身份錄製湖南經視《白日夢工廠》「偶像之名校F4」專題節目。同年10月，擔任中國大陸作家饒雪漫的青春愛情小說《左耳》的書模。同年12月，擔任長沙市攝影機構星銳外景的平面模特。2010年10月，以上海戲劇學院的校草身份錄製湖南衛視《快樂大本營》「楊冪領銜戲劇院校校花校草大pk」專題節目錄制。
2011年3月，與經濟公司唐人影視簽約。2012年7月，出演電視劇《軒轅劍之天之痕》男一號而受到廣泛關注。之後，先後出演《步步驚情》、《秦時明月》和《青丘狐傳說》等電視劇。
2015年9月，向經紀公司唐人影視提出單方面解約，並計劃成立個人工作室。
2018年4月，宣布前往日本留學。

## 毆打多位外籍女友事件
2018年7月，蔣勁夫在日本留学期间於新浪微博公開與日本女友中浦悠花（1993年9月3日-）的戀情，並於同月起與中浦同居。同年11月，中浦悠花於Instagram公佈其被毆打後的受傷照片。之後，蔣勁夫於新浪微博承認，並對其暴力行為表示道歉。
11月28日，蔣勁夫被警視廳巢鴨警署以涉嫌傷人的嫌疑逮捕。蔣在警署承認自己毆打女友，但拒絕說明詳細原因。媒體報道顯示，蔣勁夫在同居初期就已表現出暴力傾向，經常毆打中浦。中浦於10月12日再次被打後報案，後被送往醫院住院4週。
2018年12月29日，经过两个月调查和双方和解谈判后，日本检察机关做出了不起诉的决定。蒋被驱逐回湖南。
2019年11月26日，蒋劲夫的时任女友、乌拉圭人Julieta发文称蒋家暴，说和他同居的日子如同住监狱并提及蒋劲夫一并威胁、羞辱他自己的父母、迫使女方怀孕、控制女方的行为和通讯等。二人自当年7月（一说8月）被曝光交往。事后，蔣勁夫在微博發文，轉發其律師信及否認家暴。
蒋劲夫因这些事件被称为“铁拳男孩”，而英雄联盟的游戏角色“瑟提”也有此绰号，一些玩家因此称“瑟提”为“劲夫”，引发争议，最后“劲夫”一词被英雄联盟设为禁词。王俊凯因在游戏直播中使用了“劲夫”一词引发争议，被网友称为“王劲夫”。

## 作品

### 電視劇
| 年份   | 名稱                   | 角色   | 備註                          |
| ------ | ---------------------- | ------ | ----------------------------- |
| 2012年 | 軒轅劍之天之痕         | 陳靖仇 |                               |
| 2014年 | 步步驚情               | 康司宇 |                               |
| 2014年 | 一又二分之一的夏天     | 李修齊 |                               |
| 2015年 | 秦時明月               | 荊天明 |                               |
| 2016年 | 尋找愛的冒險           | 唐潮   |                               |
| 2016年 | 青丘狐傳說             | 柳長言 | 《恆娘》單元                  |
| 2017年 | 進擊吧，閃電           | 冷子峰 |                               |
| 2018年 | 繭鎮奇緣               | 黃慕雲 |                               |
| 2018年 | 回到明朝當王爺之楊凌傳 | 楊凌   |                               |
| 禁播   | 红药水黑咖啡           | 丁中浩 | 又名:你这么爱我，我可要当真了 |
| 禁播   | 时空迷失               |        | 网络剧                        |
| 禁播   | 雷神突擊               |        |                               |
| 禁播   | 米露露求愛記           |        |                               |

### 電影
| 年份   | 名稱     | 角色   | 備註 |
| ------ | -------- | ------ | ---- |
| 2013年 | 分手合約 | 毛毛   |      |
| 2013年 | 一夜驚喜 | 林智博 |      |
| 2015年 | 一路驚喜 | 夫仔   |      |
| 2015年 | 梔子花開 | 安頔   |      |

### 微電影
| 年份   | 名稱     | 角色   | 備註                           |
| ------ | -------- | ------ | ------------------------------ |
| 2012年 | 軒轅劍七 | 夫仔   | 網路遊戲《軒轅劍七》同名微電影 |
| 2012年 | 刷新3+7  | 葉天鳴 | 《刷新之我的居委會大媽》單元   |

### 綜藝節目
- 2012/09/01 快樂大本營《軒轅劍之天之痕》宣傳
- 2013/04/18 Youku名人坊《分手合約》宣傳
- 2013/08/03 快樂大本營《一夜驚喜》宣傳
- 2014/05/06 魯豫有約《步步驚情》宣傳
- 2014/05/07 魯豫有約《步步驚情》宣傳
- 2014/07/02 超級訪問《步步驚情》宣傳
- 2015/05/08 奔跑吧兄弟第2季 嘉賓
- 2015/07/04 快樂大本營《梔子花開》宣傳
- 2015/07/11 快樂大本營十八周年生日會特別節目 嘉賓
- 2015/07/11 芒果TV專訪
- 2015/07/16 我去上學啦 固定嘉賓
- 2016/01/02 快樂大本營《秦時明月》宣傳
- 2016/02/20 快樂大本營 嘉賓
- 2016/03/04 王牌對王牌 嘉賓
- 2016/05/01 透鮮滴星期天 嘉賓
- 2016/06/19 極限挑戰 嘉賓
- 2016/10/21 真正男子漢2 固定嘉賓

### 雜誌封面
- 2015年4月《So Cool》雜誌封面人物

## 外部連結
- 蒋劲夫在香港影庫上的簡介
- 蒋劲夫的Instagram帳戶
- 蒋劲夫的新浪博客
- 蒋劲夫的新浪微博